# Elddonet (film)
Elddonet är en svensk dockfilm från 1951 i regi av Helge Hagerman. Filmen är den första svenska dockfilmen för barn producerad av ett större bolag och bygger på sagan Elddonet av H.C. Andersen. Som röstskådespelare hörs bland andra Bengt Eklund, Karl Erik Flens och Sif Ruud.
Sedan 2019 finns filmen på filmarkivet.se.

## Röster
- Bengt Eklund – soldaten
- Karl Erik Flens – kungen
- Sif Ruud – drottningen
- Marianne Kjellberg – prinsessan
- Henrik Schildt – häxan
- Ivar Wahlgren – portier på Grand Hôtel/äldre förnäm herre
- Bertil Perrolf – bödel

## Övrigt filmteam
- Tor Borong – inspicient
- Max Jacob – dockanimation
- Erich Kürschner – dockanimation
- Alexander von Lagorio – teknisk rådgivare
- Edward Lindahl – attributör
- Majken Lindahl – attributör
- Sandro Malmquist – arkitekt
- Hans Pflanz – dockanimation
- Sven Rudestedt – mixning
- Albert Rudling – B-foto
- Lennart Unnderstad – ljudtekniker
- Jürgen Wetterer – dockanimation

## Om filmen
H.C. Andersen skrev Elddonet (originaltitel Fyrtøiet) i mitten av 1830-talet baserat på ett äldre folksägenmotiv, Anden i ljuset. Elddonet publicerades först som häfte och ingick sedan i en samling som utkom 1842. Berättelsen tecknades som filmsaga i Danmark 1946 och Ingmar Bergman gjorde en dramatisering av sagan i slutet av 1930-talet på Medborgarhuset. Enligt en artikel i veckotidningen Såningsmannen 1952 var Bergmans uppsättning "en skräckföreställning som höll på att åstadkomma panik bland småttingarna i salongen".
I den svenska filmversionen från 1951 hade de mer skrämmande inslagen i sagan antingen rensats ut eller tonats ned. I stället fokuserades sagans trefaldiga upprepningar av händelser. Filmen producerades och distribuerades av AB Svensk Filmindustri. Den regisserades av Helge Hagerman som även skrev manus tillsammans med Alf Henrikson. Vid planläggningen av filmens färgschema tog man hjälp av den baltiske färgfysikern Alexander von Lagorio. Edward Lindahl svarade för dockornas utseende tillsammans med sin fru Majken. Filmen var inte en animerad film utan en filmad kasperteater. Dockorna framfördes av den tyska gruppen Die Hohnsteiner Puppenspieler och fotades av Martin Bodin i Råsunda filmstad. Oscar Rosander klippte sedan samman filmen och Lars-Erik Larsson komponerade musiken. Filmen är i färg och samtliga dialoger är på svenska.
Elddonet premiärvisades den 15 december 1951 på biograf Röda Kvarn i Stockholm. Filmen visades tillsammans med ett reportage om svensk kunglighet på sommarlov gjort av Gösta Roosling som en entimmesföreställning på eftermiddagarna.